# Sør-Fron
Sør-Fron este o comună din provincia Innlandet, Norvegia.
Are o suprafață de 742,21 km². Populația este de 3.240 locuitori, determinată în 1 ianuarie 2023, prin Folkeregisteret[*].